# Oliver Ivanović
Oliver Ivanović, Szerb ábécé-vel írva: Оливер Ивановић (Rznić, 1953. április 1. – Kosovska Mitrovica, 2018. január 16.), szerb koszovói politikus.

## Élete
Oliver Ivanović közgazdaságtant tanult a Pristinai Egyetemen, utána mérnökként dolgozott. Ivanović beszélt albánul, angolul, olaszul és az anyanyelvén, szerbül is.
2001-től 2007-ig a Koszovói Közgyűlés (albánul: Kuvendi i Kosovában , szerbül: Скупштина Косова és Skupština Kosova) tagja volt. A 2004-es parlamenti választásokon a Koszovó és a Metohia Szerbiai Listáját vezeti.
A 2008-as szerbiai parlamenti választások a Boris Tadić vezette Európai Szerbiáért párt listáján a harmadik volt. 
2016-ban az Európai Unió jogi és igazságügyi missziójának (EULEX) bírósága 9 év börtönbüntetésre ítélte háborús bűncselekmény miatt. A fellebbezés után szabadult és koszovói fellebbviteli bíróság az ügy újratárgyalását rendelte el, nem sokkal rá Ivanović merénylet áldozata lett.

## Halála
Ivanović életét vesztette, miután 2018. január 16-án, kedden, 08:17 órakor Észak-Mitrovicában ismeretlen tettesek egy autóból többször rálőttek. Ivanovićot a Mitrovica Kórházban 09:15-ig próbálták újraéleszteni, sikertelenül. 
A boncolási jegyzőkönyv szerint, Ivanović testében hat darab, 9 mm-es parabellum töltényt találtak, amit Zastava M70A pisztolyból lőttek ki, és lövések főként a felsőtestét találták el szétzúzva néhány létfontosságú szervet (felső aorta, üreges véna, máj).
Nem sokkal később, Szerbia elnöke, Aleksandar Vučić összehívta a Szerb Nemzetbiztonsági Tanács rendkívüli ülését és nyilvánosan elítélte a gyilkosságot, és "terrorcselekménynek" nevezte azt. Koszovó kormánya szintén elítélte a merényletet.
Oliver Ivanović-ot január 18-án csütörtökön, a Belgrádban található Új temetőben helyezték örök nyugalomra.

## Fordítás
- Ez a szócikk részben vagy egészben  az   Oliver Ivanović című angol Wikipédia-szócikk fordításán alapul.  Az eredeti cikk szerkesztőit annak laptörténete sorolja fel. Ez a jelzés csupán a megfogalmazás eredetét és a szerzői jogokat jelzi, nem szolgál a cikkben szereplő információk forrásmegjelöléseként.